# Del MC01
O Del MC01, produzido pela empresa brasileira Del Engenharia e Computação Ltda, foi um clone pioneiro do Apple II+ exibido em feiras de informática em 1981 e 1982. Como diferencial, apresentava teclado numérico reduzido e a possibilidade de acentuação de caracteres da língua portuguesa (a padronização para este procedimento só surgiria posteriormente, com o IBM PC). O MC01 jamais entrou em produção comercial, sendo um caso típico de vaporware.

## Características
- Teclado: mecânico, 66 teclas (12 no teclado numérico reduzido)
- Display:
  - 24 X 40 texto
  - 280 x 192 com seis cores
- Expansão:
  - 8 slots internos
- Portas:
  - 1 saída de vídeo composto para monitor de vídeo ou TV
- Armazenamento:
  - Gravador de cassete
  - Drive de disquete externo de 5 1/4" (face simples, 140 KiB)